# Municipio de Orlien
El municipio de Orlien (en inglés: Orlien Township) es un municipio ubicado en el condado de Ward en el estado estadounidense de Dakota del Norte. En el año 2010 tenía una población de 47 habitantes y una densidad poblacional de 0,5 personas por km².

## Geografía
El municipio de Orlien se encuentra ubicado en las coordenadas 47°59′7″N 101°47′49″O / 47.98528, -101.79694. Según la Oficina del Censo de los Estados Unidos, el municipio tiene una superficie total de 94.18 km², de la cual 92,32 km² corresponden a tierra firme y (1,98 %) 1,86 km² es agua.

## Demografía
Según el censo de 2010, había 47 personas residiendo en el municipio de Orlien. La densidad de población era de 0,5 hab./km². De los 47 habitantes, el municipio de Orlien estaba compuesto por el 82,98 % blancos, el 14,89 % eran amerindios y el 2,13 % eran de una mezcla de razas. Del total de la población el 0 % eran hispanos o latinos de cualquier raza.